# Grewia oncopetala
Grewia oncopetala är en malvaväxtart som beskrevs av Karl Moritz Schumann. Grewia oncopetala ingår i släktet Grewia och familjen malvaväxter. Inga underarter finns listade i Catalogue of Life.